# Regierungsgebäude (Opole)

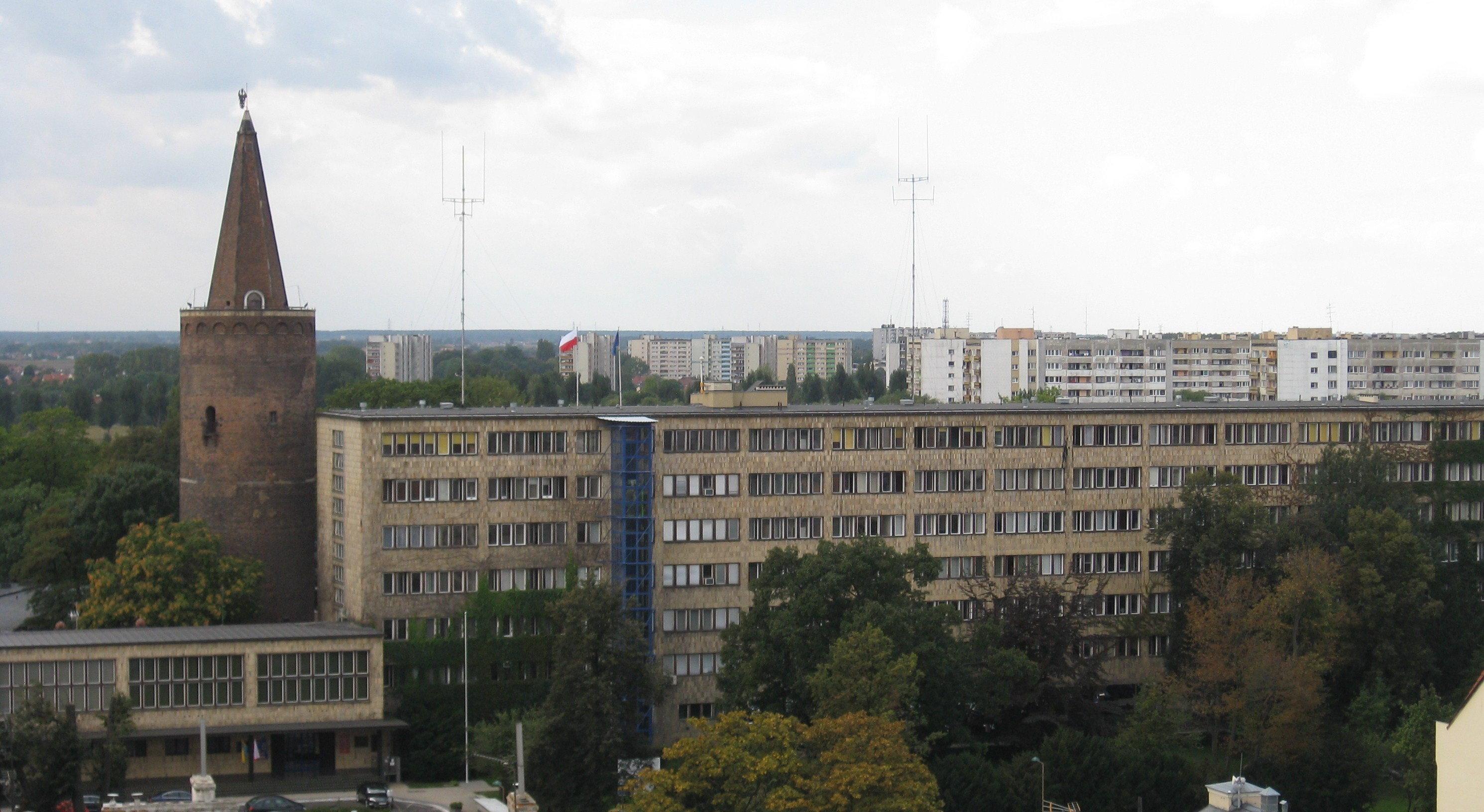
Das Regierungsgebäude mit Piastenturm

Das Regierungsgebäude in Oppeln befindet sich auf der Pascheke an der ul. Piastowska, der ehemaligen Hafenstraße. Das Regierungsgebäude wurde 1930 nach den Plänen des Architekten Konrad (oder Friedrich) Lehmann aus Schneidemühl im Stil der Moderne für die Provinz Oberschlesien erbaut. Heute ist es Sitz des Woiwodschaftsamtes der Woiwodschaft Oppeln (polnisch Urząd Marszałkowski), der Selbstverwaltung (Marschallamt) der Woiwodschaft Oppeln, des Landratsamtes des Powiat Opolski (Landkreis Oppeln) und weiterer öffentlicher Einrichtungen.

## Geschichte

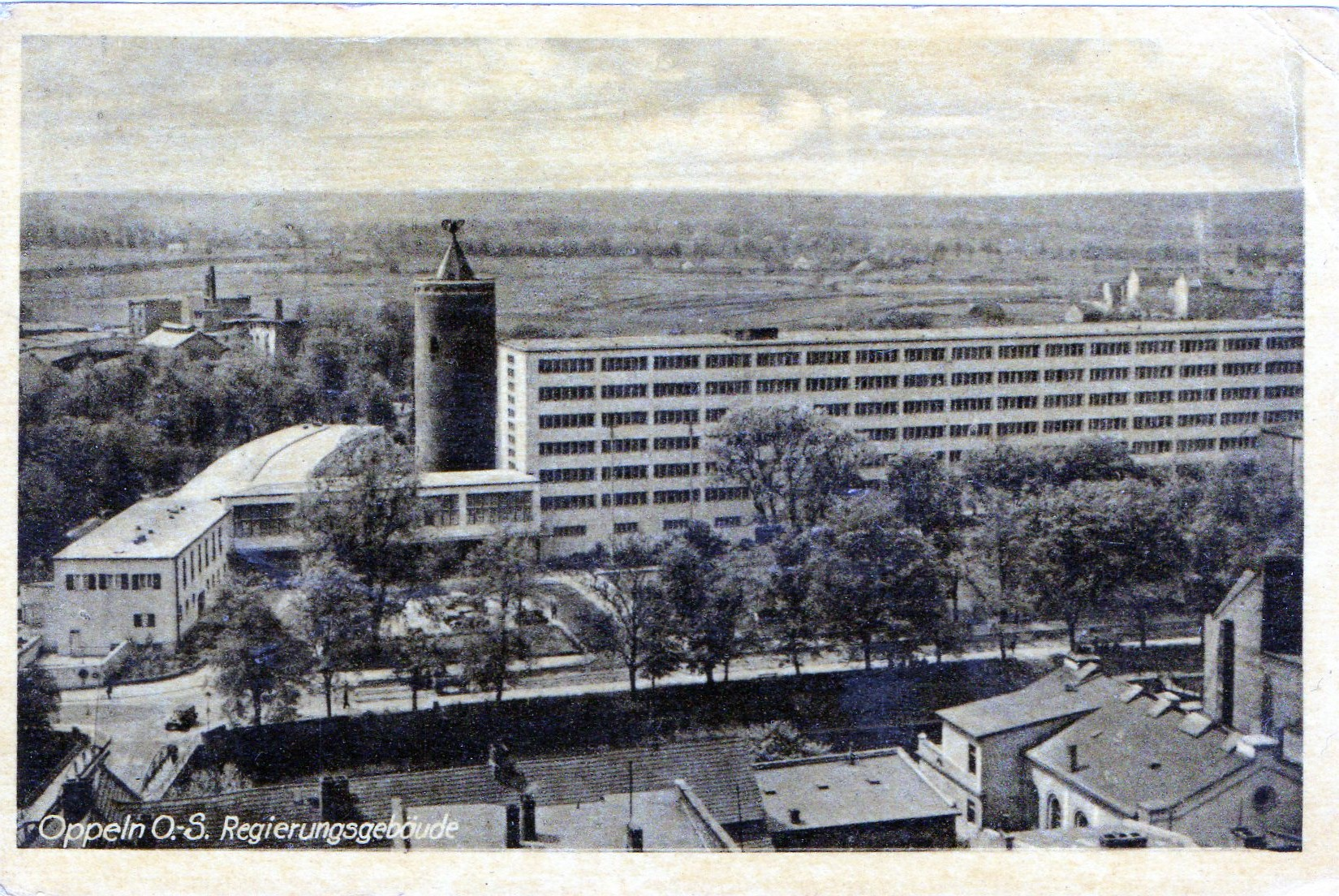
Das Regierungsgebäude kurz nach der Eröffnung

Mitte der 1920er Jahre ergab sich der Bedarf zum Bau eines neuen Verwaltungsgebäudes für die Bezirksregierung in Oppeln, weil die Räumlichkeiten am Annabergplatz für die schnell wachsende Verwaltung nicht mehr ausreichten. Unter Oberpräsident Alfons Proske wurde das Projekt zum Neubau eines neuen Verwaltungsgebäudes ab 1926 konkret.
Das neue Regierungsgebäude wurde ab dem 13. August 1930 auf dem Gelände des 1928 abgerissenen Piastenschlosses erbaut. Zuvor hatte in einem beschränkten Architektenwettbewerb das Preisgericht den Entwurf des in Schneidemühl tätigen Regierungs- und Baurats Konrad Lehmann mit dem 1. Preis ausgezeichnet. Das schließlich nach einer stark überarbeiteten Planung ausgeführte Gebäude wurde entlang des Mühlgrabens ausgerichtet. Der Piastenturm, der beim Abriss des Schlosses verschont worden war, wurde in das Gebäudeensemble einbezogen. 1934 wurde das Regierungsgebäude in Betrieb genommen. Seit 1991 steht der Gebäudekomplex unter Denkmalschutz.
In den 1960er Jahren wurden hinter dem Gebäude ein Amphitheater errichtet.

## Architektur und Ausstattung

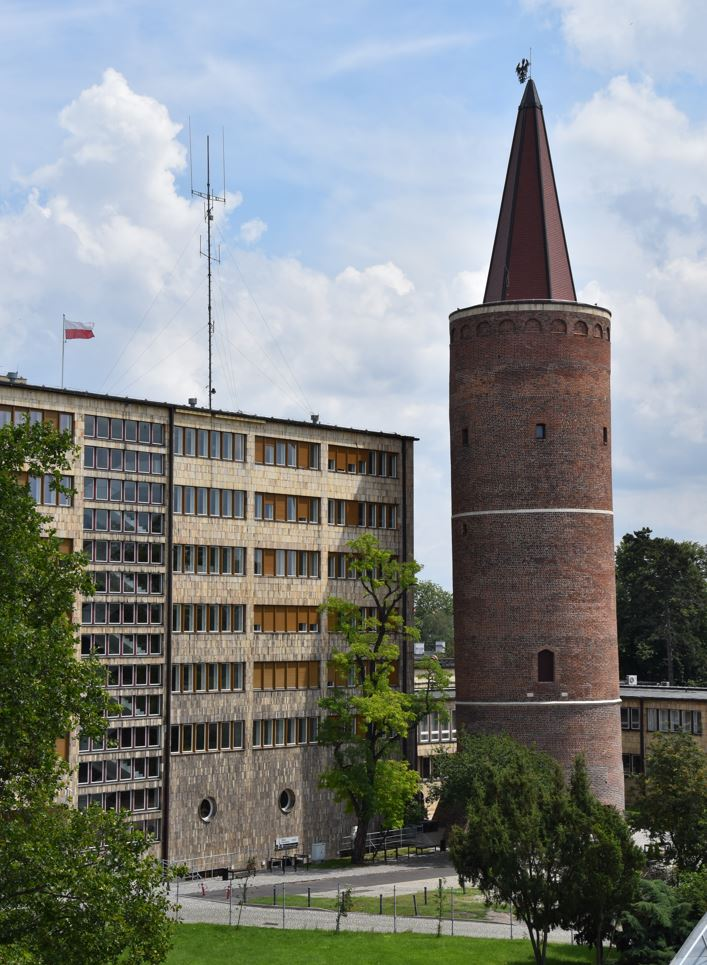
Rückansicht mit Piastenturm

Das Hauptgebäude entstand im Stil der Moderne und hat eine Länge von 112 Metern und ist 14 Meter breit. Der siebengeschossige Bau besitzt zwei Trakte mit Büronutzung sowie einen zweigeschossigen Querflügel an der Südseite. Der Mittelteil des Hauptbaus steht auf schlanken Pfeilern, nach einem Vorbild der Pilotis von Le Corbusier. Hierdurch entsteht eine direkte Blickverbindung zwischen Straße und dem ehemaligen Park im hinteren Grundstücksbereich. Die Hauptfassade ist gegliedert von eingereihten Fensterbänden sowie von zwei verglasten Treppenhäusern im rückwärtigen Bereich. Im Inneren hat sich bis heute eine aufwendige Dekoration erhalten, darunter ein aufwendig im modernen Stil designtes Treppenhaus mit grauen Marmor. Weiterhin befindet sich im Gebäude ein Paternosteraufzug.
1997 wurde ein postmoderner Fahrstuhl an die östliche Hauptfassade des Gebäudes angebaut.